# Aix-en-Pévèle
Aix-en-Pévèle (ook wel Aix-lez-Orchies) is een gemeente in het Franse Noorderdepartement (Frans: département du Nord) in de regio Hauts-de-France. De gemeente telde op 1 januari 2022 1.348 inwoners en maakt deel uit van het arrondissement Dowaai.
De gemeente grenst aan België. Het gehucht Planard ligt vlak tegen de grens.

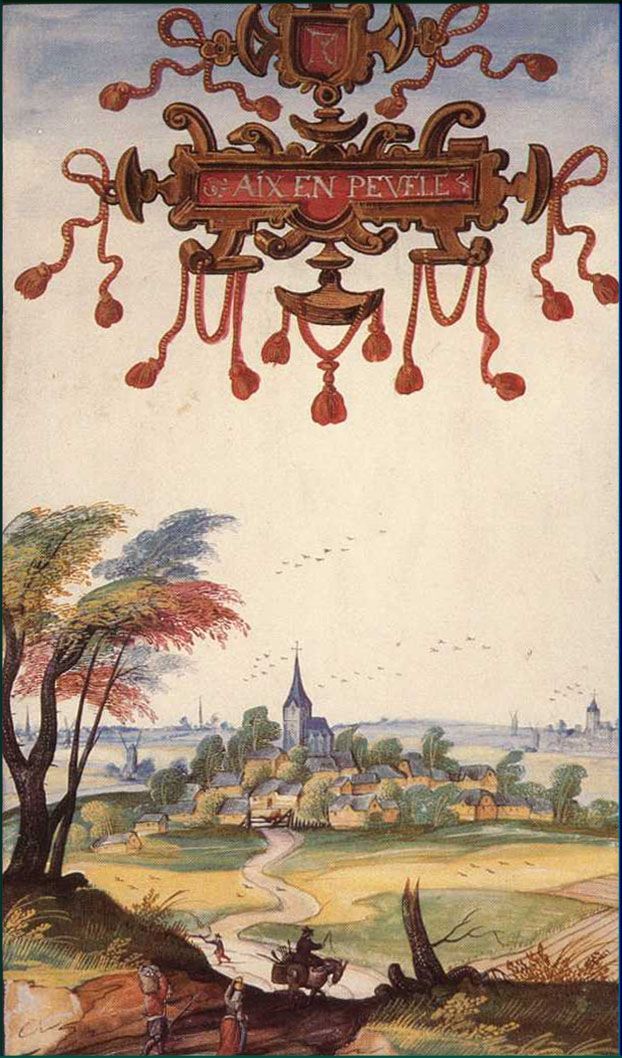
Aix-en-Pévèle rond 1600, door Adrien de Montigny

## Geografie
De oppervlakte van Aix-en-Pévèle bedroeg op 1 januari 2022 6,55 vierkante kilometer; de bevolkingsdichtheid was toen 205,8 inwoners per km².

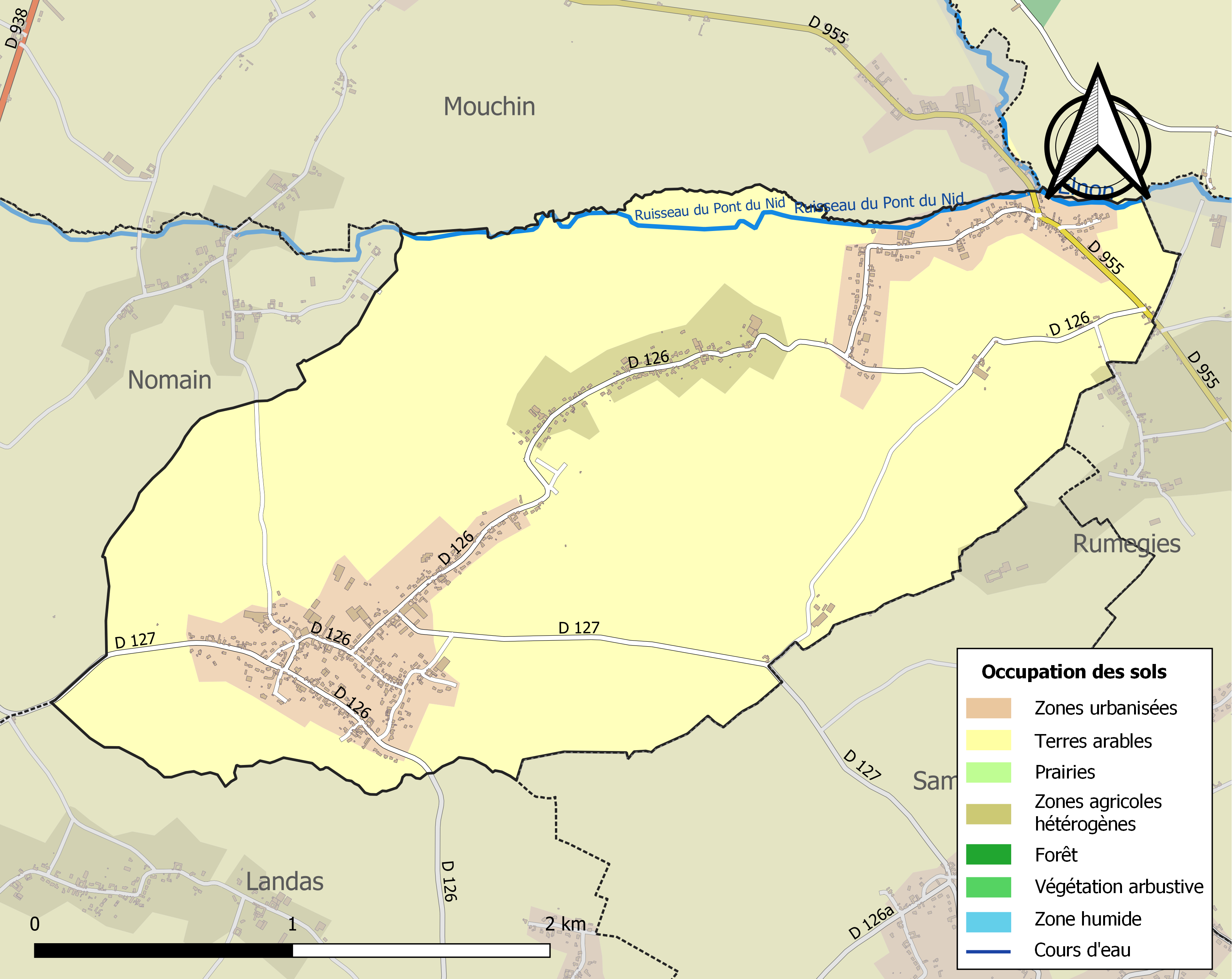
Kaart van de gemeente met belangrijkste infrastructuur, bodemgebruik en omliggende gemeenten

## Bezienswaardigheden
- De Sint-Laurentiuskerk (Église Saint-Laurent) heeft een 11e-eeuwse toren die aanvankelijk boven het koor was gebouwd. In 1728 werd een nieuw koor ten westen van het schip gebouwd waardoor de oriëntatie van de kerk werd omgekeerd. In 1836 vond nog een verbouwing plaats. De kerk wordt omringd door een kerkhof.

## Natuur en landschap
In het noorden loopt de Ruisseau du Pont du Nid. De hoogte aan de kerk bedraagt 44 meter.

## Demografie
Onderstaande figuur toont het verloop van het inwonertal (bron: INSEE-tellingen).

## Nabijgelegen kernen
Landas, Orchies, Nomain, Mouchin, Saméon